# Lijst van afleveringen van Spooks
Dit is een lijst van afleveringen van de televisieserie Spooks. De serie telt 10 seizoenen. Een overzicht van alle afleveringen is hieronder te vinden.

### Seizoen 1
De eerste serie van zes afleveringen ging in de lente van 2002 van start met Matthew Macfadyen, Keeley Hawes, David Oyelowo, Jenny Agutter en Peter Firth.
De serie werd een succes, met een gemiddelde van 7,5 miljoen kijkers gedurende het zes afleveringen tellende seizoen. Dit door de hoogwaardige productie, snelle actie en avontuur en intrigerende (spionage) verhaallijnen.

De tweede aflevering werd berucht door de wrede dood van het karakter Helen Flynn (gespeeld door Lisa Faulkner): gedurende een undercoveroperatie werden Helen en Tom gevangengenomen door Robert Osborne (gespeeld door Kevin McNally). Teneinde Tom zover te krijgen geheime informatie vrij te geven martelde Osborne Helen met behulp van een friteuse. Tom weigerde echter de informatie te geven met als gevolg dat zij een zeer gewelddadige dood stierf. Veel boze kijkers belden naar de BBC om te klagen, en dit ondanks het feit dat het programma pas na het tijdstip van 21 uur werd uitgezonden.
6 afleveringen.
| 1 | Thou Shalt Not Kill                    | 13 mei 2002  |  |  |  |
|   |                                        |              |  |  |  |
| 2 | Looking After Our Own                  | 20 mei 2002  |  |  |  |
|   |                                        |              |  |  |  |
| 3 | One Last Dance                         | 27 mei 2002  |  |  |  |
|   |                                        |              |  |  |  |
| 4 | Traitor's Gate                         | 4 juni 2002  |  |  |  |
|   |                                        |              |  |  |  |
| 5 | The Rose Bed Memoirs                   | 10 juni 2002 |  |  |  |
|   |                                        |              |  |  |  |
| 6 | Lesser of Two Evils Mean, Dirty, Nasty | 17 juni 2002 |  |  |  |
|   |                                        |              |  |  |  |

### Seizoen 2
Door het succes van de eerste serie werd opdracht gegeven tot het produceren van een tweede serie, die tien afleveringen zou tellen. Deze tweede serie werd in 2003 uitgezonden. Een nieuw hoofdpersonage, Ruth Evershed (Nicola Walker), werd ingebracht in de tweede aflevering, en het seizoen eindigde met een spannende cliffhanger.
 De serie trok een gemiddelde van 7,1 miljoen kijkers.
10 afleveringen.
| 1 | Legitimate Targets                 | 2 juni 2003      |  |
| De bom in Toms woning ontploft niet, maar een andere bom gaat af waarbij de staatssecretaris voor Noord-Ierland wordt omgebracht. McCann wil overlopen, maar wordt gedood voordat MI5 hem binnenhaalt. Niet lang daarna wordt een geheime militaire basis in de buurt Longcross ook gebombardeerd. Ze ontdekken al snel dat het het werk was van de Servische generaal Gradic, die munitie had gestolen van Longcross. Zoe gaat undercover om relatie aan te gaan met een Servische geheim agent, die is Gradics sympathisant en neef is, en om het volgende doelwit te ontdekken. Malcolm Wynn-Jones (Hugh Simon) decodeert het volgende doel, de COBRA vergadering waarbij Harry aanwezig is. Gelukkig zijn ze in staat om de aanval te stoppen en arresteren ze Gradic. Tegen het einde van de aflevering verlaat Ellie Tom. |                                    |                  |  |
| 2 | Nest of Angels"                    | 2 juni 2003      |  |
| Mohammed Rachid, een Afghaanse moellah van de Birmingham moskee, wordt verdacht van het cultiveren van een groep jonge zelfmoordterroristen. De laatste man die MI5 geplant heeft in de moskee, wordt ontdekt en gruwelijk gemarteld. Ondertussen smokkelt de Algerijnse agent Muhammed Ibhn Khaldun (Alexander Siddig) zichzelf in het Verenigd Koninkrijk en biedt MI5 aan te helpen door te infiltreren de cel. Deze actie trekt de aandacht van de CIA, die ook gebruik willen maken van Khaldun. Uiteindelijk vinden ze de explosieven verborgen in de moskee. Echter, een 16-jarige jongen is in de buurt om een zelfmoordbom te laten afgaan. Ondanks pogingen van Khaldun blaast de jongen zichzelf op, maar Khaldun offert zich op om verdere slachtoffers te voorkomen.                                               |                                    |                  |  |
| 3 | Spiders Hackers                    | 9 juni 2003      |  |
| Zoe gaat undercover als onderwijzeres om informatie in te winnen over Gordon Blaney, die MI5 verdenkt van poging tot hacken van de MI5-database, en om hem te pakken. Later blijkt dat Blaney erin werd geluisd. De echte hacker houdt sectie D bezig met een dreiging tegen zijn school als een afleiding om toegangscodes te verzamelen tot MI5's innerlijk heiligdom. Later blijkt dat de hacker Noah Gleeson is, een van de leerlingen, wiens vader een MI5-officier was die werd gedood toen hij en zijn zoon wegens een operatie in Griekenland waren. Zoe en Tom zijn in staat Noah te beletten MI5 neer te halen. Vervolgens wordt hij naar een psychiatrisch ziekenhuis gestuurd. |                                    |                  |  |
| 4 | Blood and Money                    | 16 juni 2003     |  |
| Victor Shvitkoy (Rade Serbedzija) van de Russische maffia heeft 20 miljard dollar aan hulpgeld gestolen, en laat een Londense beurshandelaar de eerste 1 miljard dollar wit wassen in het Verenigd Koninkrijk. Nadat hij is vermoord, gaat Danny undercover als een beurshandelaar om het geld te vinden en onthult het witwasschema. Hij lokaliseert al snel de andere $ 19 miljard, maar ontdekt ook dat collega beurshandelaar, Maxim, de dochter van Shvitkoy is. MI5 arresteert Shvitkoy. Ondertussen ontdekt Zoe dat de man met wie ze een affaire heeft, getrouwd is. Tom ontdekt dat Ruth Evershed (Nicola Walker) van de GCHQ, die net bij MI5 is gestart, hen bespioneert, maar hij geeft haar een tweede kans. |                                    |                  |  |
| 5 | I Spy Apocalypse                   | 23 juni 2003     |  |
| De sectie neemt deel aan een angstaanjagende oefening waarbij een "vuile bom" afgaat in Londen. Maar ze ontdekken later dat het een VX zenuwgas aanval was op Parliament Square, en volgens het bewijs lijkt de dreiging reëel. De Grid verliest energie en wordt afgesloten om lekkage van het gas te voorkomen. Terwijl het team probeert contact met de buitenwereld te maken, begint een groot deel van het team tekenen van claustrofobie te vertonen. Nadat ze gehoord hebben dat Harry besmet is, gelooft een deel van het team dat er gas in de Grid is gelekt en probeert te vertrekken. Uiteindelijk blijkt dat hele dreiging een oefening was en Tom krijgt hoge cijfers voor zijn leiderschapskwaliteiten. Op het einde maakt Tom het uit met zijn lastige vriendin, Vicky Westbrook (Natasha Little).              |                                    |                  |  |
| 6 | Without Incident President's Visit | 7 juli 2003      |  |
| Wanneer president Bush een onaangekondigd bezoek aan het Verenigd Koninkrijk brengt voor enkele uren, onderhoudt Tom contacten met Christine Dale (Megan Dodds) van de CIA om ervoor te zorgen dat zijn bezoek zonder incidenten verloopt. Ze zijn in staat de bedreigingen te identificeren en zorgen ervoor dat de missie slaagt. Ondertussen krijgt Tom last van Vicky, die wenskaarten met zijn geheime telefoonnummer en adres aan vreemden geeft. Christine neemt het heft in handen en laat Vicky stoppen door middel van intimidatie. Op het einde, begint Tom een verhouding met Christine. |                                    |                  |  |
| 7 | 'Clean Skin                        | 14 juli 2003     |  |
| Een 14-jarige jongen steelt een koffer met daarin bestanden met codes voor "Firestorm", een specialistisch elektromagnetisch pulswapen ontwikkeld door een Franse wetenschapper, vanuit Harry's huis. Tom vindt de jongen, en nadat hij geconcludeerd heeft dat de jongen de "Firestorm"codes heeft geleerd, gelooft Tom dat ze ongemerkt in kunnen breken in een gebouw en "Firestorm" kunnen stelen voordat het kan worden verkocht aan de Chinezen en dat de Franse inlichtingendienst zodoende niets uit kan vinden over de betrokkenheid van MI5. De jongen stemt met tegenzin in en slaagt, maar weigert het aanbod om voor MI5 te werken. |                                    |                  |  |
| 8 | Strike Force Military Strikes      | 21 juli 2003     |  |
| De onderscheiden Britse legermajoor, Samuel Curtis, wordt verdacht van het beramen een muiterij. Tom is aan zijn eenheid toegewezen als legerofficier om het plan te ontdekken, maar vindt niets. Maar ze ontdekken al snel dat Curtis en zijn mannen radioactief afval stelen van een konvooi. Curtis eist dat er verbeteringen worden aangebracht in leger, anders blaast hij het afval op. Als Tom Curtis zover krijgt zich over te geven, geeft Harry een sluipschutter de order om hem te doden. Deze actie maakt Tom woedend, en hij begint tekenen te vertonen dat het werk hem te veel wordt. Ondertussen wordt Ruth beoordeeld door GCHQ, maar haar werk overtuigt hen om haar in het Grid te houden. |                                    |                  |  |
| 9 | The Seventh Division               | 28 juli 2003     |  |
| Acht douaneambtenaren worden gedood door een Colombiaans drugscartel onder leiding van Rafa. Tom en Zoe raken bevriend met zijn vriendin om Rafa te stoppen. Ze beseffen al snel dat Rafa van plan is cocaïne te ruilen voor grond-luchtraketten met het hoofd van een grote corporate onderneming. Echter, het team wordt verraden door Tessa, die Sam Buxton gebruikt (Shauna Macdonald) om erachter te komen wat MI5 heeft uitgevonden; Rafa weet wat zijn vriendin heeft gedaan en vermoordt haar; als vergelding doodt MI5 Rafa. Tessa verlaat het land om te voorkomen dat Harry haar te pakken krijgt. |                                    |                  |  |
| 10 | Smoke and Mirrors Pit of Secrets   | 11 augustus 2003 |  |
| Christine Dale vertelt Tom dat een Amerikaanse huurmoordenaar van plan is om een lid van de Britse regering te doden. Hij werft Danny en Zoe voor hulp. Tijdens het onderzoek, ziet Danny bewijs dat Tom een verrader kan zijn. Na de confrontatie met Harry zegt Tom dat hij er is ingeluisd. Dit is gedaan door Herman Joyce (Tomas Arana), een voormalig CIA-agent, die Tom verwijt wat er met zijn dochter is gebeurd. Ze zetten Toms vingerafdrukken op een sluipschuttersgeweer waarmee de chef van de defensiestaf wordt vermoord. Nu gelooft MI5 dat Tom schuldig is, omdat Joyce vijf jaar eerder stierf, en ze geloven het verhaal van Tom niet. Beseffend dat hij wordt opgesloten, schiet Tom Harry in de schouder, en verdwijnt in de Noordzee.                                                                    |                                    |                  |  |

### Seizoen 3
| 1 | Project Friendly Fire      | 11 oktober 2004  | 17 |
| Het vindt plaats vlak na "Smoke and Mirrors", Tom Quinn (Matthew Macfadyen) wordt beschuldigd van het vermoorden van Air Chief Marshal Sir John Stone door een actie van de dood gewaande CIA-agent Herman Joyce (Tomas Arana) als wraak voor het ruïneren van het leven van zijn dochter. Voorzitter van de Joint Intelligence Committee (JIC) Oliver Mace (Tim McInnerny) voert een onorthodox onderzoek naar sectie D, gelovend dat er nog een verrader is in de operatie. Harry Pearce (Peter Firth), die door Tom werd neergeschoten, herstelt en brengt MI6-agent Adam Carter (Rupert Penry-Jones) over naar MI5 om Toms onschuld te bewijzen. Tom, die zich voordeed als een zwerver, volgt Joyce naar de kerk van zijn dochter, doodt hem en dumpt het lichaam voor Thames House. Hoewel het bewijst dat Joyce zijn dood vervalst heeft, is het geen bewijs voor Toms onschuld. Later ontdekt sectie D dat Joyce' vrouw, Carmen (Frances Tomelty), van plan is om Joyce te ontmoeten in Londen. Het team volgt haar naar een flatgebouw, waar Adam haar bezoekt. Adam laat Carmen alles bekennen. Ook dat alles was opgezet om Tom schuldig te laten lijken, wat opgenomen wordt door verborgen camera's. Daarna laat Adam Carmen zelfmoord plegen om te voorkomen dat Mace Carmen haar verhaal te veranderen. Tom wordt vrijgesproken en in ere hersteld, maar zijn CIA-vriendin Christine Dale (Megan Dodds) treedt af. Zij raadt Tom aan zijn werk te verlaten voordat het hem "vernietigt".                                             |                            |                  |    |
| 2 | The Sleeper                | 16 oktober 2004  | 18 |
| Harry activeert zijn eerste "sleeper"agent, universiteitshoogleraar Fred Roberts (Ian McDiarmid) voor "Operatie Flytrap". Sectie D laat een bom ontploffen in een verlaten huis en verspreidt een gerucht dat twee terroristen stierven tijdens knoeien met hypothetische rode kwik, gemaakt door professor Roberts om kernwapens te ontwikkelen. Sectie D "verpest" Roberts leven door hem arresteren, zodat zijn familie hem verlaat en door te laten lijken dat hij diep in de schulden zit zodat alle potentiële kopers geloven dat hij de rode kwik zou verkopen voor financiële zekerheid. Hij wordt later benaderd door Lawrence Sayle (Jalaal Hartley) van Alef Command, een terroristische groep gevestigd in Kirgizië. Na verloop van tijd, raakt Tom meer betrokken met Roberts' mentale toestand. Zijn geweten krijgt de overhand en hij saboteert de operatie door te proberen om Roberts mee te nemen naar zijn familie. Hij wordt echter gestopt en wordt verwijderd uit MI5 als resultaat. De operatie gaat door en MI5 kan Sayle arresteren en doden zijn medeplichtigen, terwijl die proberen om Roberts' familie te vermoorden. Ondertussen krijgt Zoe Reynolds (Keeley Hawes) een romantische belangstelling voor fotograaf Will North (Richard Harrington). |                            |                  |    |
| 3 | Who Guards the Guards?     | 23 oktober 2004  | 19 |
| Danny Hunter (David Oyelowo) is aangewezen als bescherming voor de omstreden Palestijnse romanschrijver Zuli (Simon de Selva) als deze worden aangevallen door twee gewapende mannen, wat resulteert in de verwonding van de vriend van Zuli: de boekhandelaar Harakat (Anupam Kher). Echter, Adam ontdekt dat een moordenaar een goede mogelijkheid had om Zuli neer te schieten maar dat niet deed. Terwijl Zuli zelf voor zijn eigen beveiliging zorgt, raakt Danny bevriend met Harakat. Later ontdekt sectie D een satelliet foto waarop Mace praat met Muhammed Khordad (Paul Bhattacharjee), het hoofd van de terroristische groep "het Pad van Licht", in Hebron op de Westelijke Jordaanoever. Adam besluit de bron van de foto (Harriet Walter) te ontmoeten. Echter, Mace stuurt MI6-agenten om hem te schaduwen en de vergadering te onderscheppen. Omdat Adam een expert is in contrasurveillance, weet hij hen uiteindelijk af te schudden. De bron onthult dat Harakat werkte met het Pad van Licht tot hij ze verraadde ze door MI6 actief te helpen om ze te stoppen. Harakat was het beoogde doel in de eerdere aanval. Harakat wordt vervolgens gedood door een sluipschutter van Mace terwijl hij met Danny onderweg was naar een onderduikadres. Ondertussen bloeit Zoe's en Wills relatie. Harry heeft Adam overgebracht naar afdeling D om de positie van Tom over te nemen. |                            |                  |    |
| 4 | A Prayer for My Daughter   | 30 oktober 2004  | 20 |
| De invloedrijke VN-onderhandelaar Patricia Norton (Jan Chappell) wordt ontvoerd en later vermoord teruggevonden. Omdat Adam dol was op haar, ontdekt hij dat een schaduw organisatie genaamd het November comité, waarvan mediamagnaat David Swift (Corin Redgrave) een belangrijk lid is, betrokken was omdat ze de eventuele vredesbesprekingen tussen Israël en de Palestijnse gebieden wilden staken. Sectie D vindt bewijsmateriaal waaruit blijkt dat het volgende doelwit weleens de pro-Palestijnse MP Nicholas Ashworth (Anton Lesser) zou kunnen zijn. Wetende dat Catherine Townsend (Caroline Carver), Harry's vervreemde dochter, met Ashworth werkt, is Danny gestuurd om met haar bevriend te raken om te onderzoeken of zij betrokken is bij het November Comité. Later blijkt dat ze probeerde om de bedoelingen van het comité te bloot te stellen. Als Adam uitvindt dat Swift medeplichtig was aan de dood van Norton, chanteert hij hem om het land te verlaten. Ondertussen doet Will Zoe een huwelijksaanzoek. Echter, Danny ontdekt ook dat Wills broer Andy (Huw Rhys), uitgelekte foto's van het onderzoek verkocht aan de pers. |                            |                  |    |
| 5 | Love and Death             | 6 november 2004  | 21 |
| Danny en Zoe zijn aangewezen om de gewetenloze wetenschapper Eric Newland (Dermot Crowley), een expert in pest bacteriën, te volgen op een Noordzee veerboot met de hoop van hem te ontmoedigen van de verkoop van biologische wapens aan Noord-Koreaanse kopers. Echter, Government Communications Headquarters (GCHQ) leert dat een deal al tot stand gekomen is, en de twee moeten nu Newland doden door middel van een overdosis insuline, want hij is een diabeticus. Zoe is niet in staat om de taak uit te voeren omdat zij zeeziek is, dus voert Danny de opdracht uit met veel weerstand na overredingskracht en steun van Adam. Terwijl dit plaatsvindt is Ruth Evershed (Nicola Walker) geïnteresseerd in een man die ze bespioneerde, maar kan zich er niet toe brengen om een relatie met hem te beginnen. Later vertelt Danny aan Zoe over hoe Wills broer de foto's heeft verkocht aan de pers. Omdat zij voelt dat Will haar vertrouwen heeft verraden, verbreekt Zoe hun verloving. |                            |                  |    |
| 6 | Persephone                 | 13 november 2004 | 22 |
| Zoe staat terecht voor onvrijwillige doodslag op undercoverpolitieagent Hasan Doyan (Cosh Omar), terwijl ze undercover werd gestuurd naar de Turkse maffia om het transport van wapens naar het Verenigd Koninkrijk te stoppen. Zoe, naar verluidt, overtuigde maffialid Sevilin Özal (Kayvan Novak) om zijn baas Emre Celenk (Haluk Bilginer) te doden, wat ook resulteerde in de moord op Doyan. Voordat de jury een beslissing neemt, vertrouwt Zoe aan Danny een geheim toe wat niet publiekelijk bekend mag worden; Harry en Adam geloofden dat Celenk connecties had met Al-Qaida. Toen dit bevestigd werd, heeft Zoe Özal zover gekregen om Celenk te doden, maar ze had de dood Doyan niet voorzien. Later wordt Zoe, ondanks verzekeringen van procureur-generaal Lord Young (James Laurenson) dat Zoe alleen weg zou te komen met een "tik op de billen", schuldig bevonden en veroordeeld tot tien jaar gevangenisstraf. Boos, beschuldigt Harry Lord Young van het runnen van een showproces ter wille van Doyans familie. Harry regelt later dat Zoe kan verdwijnen naar Chili met een nieuwe identiteit, terwijl een "Stand in" de straf uit zal zitten, maar ze weigert om te gaan. Danny, die eerder heeft toegegeven dat hij verliefd is op haar, overtuigt haar om te gaan, en de twee nemen in tranen afscheid. |                            |                  |    |
| 7 | Outsiders                  | 20 november 2004 | 23 |
| Negen mensen sterven na het nemen van paracetamol. Sectie D ontdekt dat een computer hacker ingebroken heeft in de database van een farmaceutisch bedrijf en bepaalde partijen van het geneesmiddel heeft vergiftigd. Later leegt de hacker vele bankrekeningen. Gelovende dat islamitische extremisten betrokken zijn, traceren sectie D en de National Hi-Tech Crime Unit (NHTCU) het hacken vanuit een moskee. Echter, wanneer een speciaal arrestatie team de moskee bestormt, vinden ze niets. De hacker slaat weer toe door verkeerslichten te manipuleren en het doorsturen van 112 noodoproepen naar sekslijnen. Adam realiseert later dat islamitische extremisten niet betrokken zijn als hij hoort dat de hacker £ 100.000.000 in diamanten eist. Terwijl Ruth dineert met NHTCU officier Andrew Forrestal (Adrian Rawlins) realiseert zij zich dat hij de hacker is, en wordt door hem gevangengenomen. Hij onthult zijn motieven: hij bedacht een G & J-algoritme, waarmee de gebruiker in staat is om in elk computersysteem in te breken, echter, zijn collega's namen alle eer voor zichzelf. Hij krijgt de diamanten, maar sterft later omdat ze waren bespoten met synthetisch cobragif. Ondertussen kan Danny moeilijk om gaan met Zoe's vertrek. Will confronteert hem over haar verblijfplaats. Ondanks dat Harry's bevolen heeft om de locatie niet aan Will te openbaren, vertelt Danny uiteindelijk dat ze in Chili is. Later krijgt Danny een ansichtkaart en een foto van Zoe en Will die weer bij elkaar zijn.           |                            |                  |    |
| 8 | Celebrity                  | 27 november 2004 | 24 |
| De geridderde rockster Riff (Andy Serkis) en zijn supermodel vrouw B (Rebecca Palmer) verzoeken MI5 om hulp nadat hun zoontje Alfie is ontvoerd. Mace draagt Fiona (Adams vrouw) over aan MI5 om undercover vriendschap aan te gaan met B. Echter, Adam raakt bezorgd over Fiona's cocaïnegebruik tijdens de operatie. Wanneer de ontvoerders uiteindelijk £ 3.000.000 aan losgeld eisen, plant sectie D verschillende volgsystemen in de tas met losgeld. De ontvoerders schakelen de trackers uit door middel van een grote magneet op een schroothoop en verdwijnen met het geld. Alfie wordt dood buiten het huis van het echtpaar gevonden. Fiona ontdekt dat B de ontvoering in scène heeft gezet met de hulp van haar vriend, de Italiaanse drugssmokkelaar Rudolphino Ponti (Vincenzo Nicoli), voor de publiciteit. Waar ze niet op had gerekend was Alfies dood, wat het gevolg was van een ongeluk. Wanneer Riff dit allemaal hoort verwondt hij Ponti, doodt hij B en pleegt hij vervolgens zelfmoord. Ondertussen grijpt de politicus John Sylvester (Adrian Lukis), op Mace's suggestie, de kans aan om de toevallige moord op een jonge vrouw met wie hij een affaire had te verhullen, door af te treden van zijn post. Maar Harry en Adam kennen de waarheid en lekken deze aan de pers, wat zal leiden tot zijn arrestatie. |                            |                  |    |
| 9 | Frequently Asked Questions | 4 december 2004  | 25 |
| De voormalig Britse legerofficier en nu huurling Robert Morgan (Owen Teale) wordt gearresteerd toen hij bezig was een verborgen Sovjetwapenopslag op te graven in de buurt van een Royal Air Forcebasis, waarvan een lasergestuurde raket ontbreekt. Wetende dat een aanval op handen is binnen 72 uur, spelen Danny en Adam "good cop, bad cop" tijdens het verhoor van Morgan om de informatie eruit te halen. Echter, Danny is bezorgd over de methoden die Adam gebruikt. Ze ontdekken later dat Morgan een dochter heeft die een levertransplantatie nodig heeft. Op hetzelfde moment ontdekt Fiona dat Morgan voor de Anglo-West-Afrika-oliemaatschappij werkt, die van plan zijn het hoofdkwartier van een concurrerende onderneming aan te vallen. Nadat zij gedreigd hebben Morgans dochter achter te laten in dat gebouw, onthult Morgan de locatie van zijn medeplichtigen. Ondertussen is Harry genomineerd om de directeur-generaal van MI5, die met pensioen gaat, te vervangen. Hij vraagt Ruth om hem voor te bereiden op een interview, ook al wil hij de promotie niet. De positie wordt uiteindelijk toch aan een andere kandidaat gegeven. |                            |                  |    |
| 10 | The Suffering of Strangers | 13 december 2004 | 26 |
| "Butterfly", een tipgever van Danny en Fiona, informeert MI5 over een mogelijke aanval met sarin gas op de metro van Londen tijdens een toespraak van de minister-president over de oorlog in Irak. Echter, "Vlinder" wordt gedood door een Iraakse terroristische cel geleid door Ahmed (Zubin Varla). Op Fiona's verjaardag, worden Danny en Fiona door de cel in de val gelokt, waaruit blijkt dat de dreiging een afleiding was om de twee gevangen te nemen. Ahmed dreigt hen te doden, tenzij de minister-president zijn troepen terugtrekt uit Irak. Adam hoort dit van een vrouwelijk cel lid, Khatera Abuzeid (Badria Timimi) die aan hem wordt toegewezen. Danny en Fiona proberen te ontsnappen maar worden gevangen. Omdat Danny een bewaker doodde, geeft Ahmed Adam een ultimatum, kiezen welke van de twee moet sterven als vergelding. Danny, in een poging om Fiona te redden, provoceert Ahmed, en zegt: "Fuck you, jij dood-aanbiddende fascist!", en wordt vermoord als gevolg. Khatera dwingt Adam om haar naar de bijeenkomst te sturen die de minister-president zal bijwonen. Tegen die tijd onthult Khatera dat ze een bom in haar maag heeft, die na ontploffing een chemisch middel zal vrijgeven wanneer de minister-president binnen komt. Niet langer bereid te sterven, geeft Khatera zich over en onthult de locatie van Fiona aan MI5. Special Forces komen op de tijd om Ahmed en zijn mannen te doden voordat ze Fiona levend kunnen verbranden. Als Adam en Fiona herenigd zijn, treurt Ruth over Danny's dood. |                            |                  |    |

### Seizoen 4
| 1 | The Special (Part 1) | 12 september 2005 | 27 |
| Een bom ontploft nabij de begrafenis van Danny. Sectie D's onderzoek leidt naar een Amerikaanse basis van een ecoterroristische groep, genaamd Shining Dawn, die van mening is dat de mensheid moet worden opgeruimd. Ze eisen de vrijlating van hun leider uit Britse gevangenschap, dreigend om elke tien uur een bom in openbare plaatsen te laten ontploffen. Ruth bezoekt een sympathisant, Curtis, die een doel is, terwijl Adam en Zaf tips volgen. Ze ontdekken dat er een mol is binnen MI5, aangezien beide verdachten dood eindigen. Ze vinden uiteindelijk de volgende bom in een trein station en maken deze onschadelijk. Adam vindt een getuige, Natasha Scott (Martine McCutcheon). Zaf wordt gevangengenomen door Shining Dawn leden. |                      |                   |    |
| 2 | The Special (Part 2) | 13 september 2005 | 28 |
| Adam lokaliseert en bevrijdt Zaf en ontdekt de locatie van de volgende bom, die ze onschadelijk maken. Shining Dawn echter zet de volgende bom op scherp en deze kan alleen worden uitgeschakeld met een code. Harry beschuldigt nieuwkomer Juliet Shaw (Anna Chancellor) de mol te zijn, maar ze ontdekte eigenlijk dat de mol de Amerikaanse liaison van MI5, Richard Boyd is. Hij wordt al snel gevangengenomen, wat leidt tot de vangst van de bom maker. Tegen het einde ontdekken ze dat de volgende bom zich in een ziekenhuis bevindt. Niet alleen ontdekt Adam dat de bom alleen kan worden uitgeschakeld met een code, maar dat Natasha gevangen werd genomen en is vastgebonden aan de bom. Na de evacuatie van het ziekenhuis, blijft Adam achter met Natasha totdat MI5 de code vindt door de maker te ondervragen, waarna de dreiging wordt beëindigd. |                      |                   |    |
| 3 | Divided They Fall    | 15 september 2005 | 29 |
| De extreemrechtse politieke partij "The British Way", die zijn gerelateerd aan een aantal aanslagen tegen de etnische minderheden, maken de overheid bezorgd als ze de macht verklaren. Sectie D is belast met het terugdringen van de partij van binnenuit. Adam doet zich voor als een veroordeelde om te gaan met partijleider James Moran, terwijl Harry en Fiona zich bezighouden met William Sampson (Rupert Graves), een parlementariër die aftreed om een tussentijdse verkiezing af te dwingen namens de British Way. Ze luisteren een ontmoeting af met Sampson om Moran te vervangen door parlementslid Pergerine Howard-Davies; Ruth geeft Moran de opname. Het plan is succesvol, maar Moran wordt zich bewust wordt van Adams bedrog, en houdt hem en Ruth gevangen. Opgejaagd slagen ze erin om hem te stoppen en arresteren hem. |                      |                   |    |
| 4 | Road Trip            | 22 september 2005 | 30 |
| Adam gaat undercover als een Circassisier uit Aleppo, Syrië in een mensensmokkel operatie vanuit Istanboel in Turkije naar Londen. Dit in een poging om de leider van een terroristische slapende cel, Mohammed Yazdi genaamd, aan hun kant te krijgen en een geplande terroristische aanslag op de Houses of Parliament te stoppen. Hij is in staat om Yazdi om te praten, waarna hij impliceert dat een prins uit het Midden-Oosten, Hakim, betrokken is bij de aanslag. Het blijkt al snel dat het plan al die tijd was om de prins om te brengen, wat helaas lukt nadat hij naar Yazdi is gebracht. |                      |                   |    |
| 5 | The Book             | 29 september 2005 | 31 |
| Journalist Gary Hicks is getuige van de moord op Clive McTaggart, een hooggeplaatste gepensioneerde inlichtingenofficier en vriend van Harry, die op het punt stond om zijn memoires, die staatsgeheimen bevatten, te publiceren. Terwijl MI5 onderzoek pleegt en Hicks probeert het verhaal te publiceren, wordt een groep mensen door de regering gestuurd om hem te doden. Ondertussen volgt aspirant journalist Jo Portman (Miranda Raison) het onderzoek, en Adam, onder de indruk van haar vaardigheden, die leiden tot een belangrijke doorbraak in de zaak, werft haar tegen het einde van de aflevering. Uiteindelijk blijkt dat McTaggart net voor zijn overlijden zijn memoires naar Harry gemaild heeft. |                      |                   |    |
| 6 | The Innocent         | 6 oktober 2005    | 32 |
| De uit het Algerijnse leger gedeserteerde en van terreur verdachte Nazim Malik, wordt na twee jaar vrijgelaten uit een Britse gevangenis. Hoewel hij onschuldig is bevonden, volgt MI5 zijn activiteiten, waarna ze ontdekken dat hij wordt gedwongen om een moord op een Algerijnse bankier uit te voeren op Britse bodem, om de veiligheid van zijn gezin te waarborgen. Het team weet zijn familie te redden, die worden gegijzeld, net voordat Malik de moord kan uitvoeren. Op het einde krijgen hij en zijn familie asiel in Ierland. |                      |                   |    |
| 7 | Syria                | 13 oktober 2005   | 33 |
| Fiona neemt op een zaak op als de Syrische minister van Buitenlandse Zaken, Riyad Barzali, MI5 om hulp vraagt, hoewel zijn eigen geheime dienst hem zal doden als hij met de Britten praat. De reden voor Fiona om de zaak op te nemen is dat ze erachter komt dat Farook Sukkarieh, haar eerste man, die werd verondersteld te zijn opgehangen voor verraad, nog leeft. Hij doodt Barzali, en neemt Fiona gevangen om haar mee terug te nemen naar Syrië. Adam probeert wanhopig om Fiona te vinden wanneer hij haar spoor verliest. Hij vindt haar uiteindelijk op een klein vliegveld, waar Fiona in staat is om aan Farook te ontsnappen, maar ze wordt neergeschoten door Farook waarna hij wordt gedood door Adam. Fiona sterft later in Adams armen. |                      |                   |    |
| 8 | The Russian          | 20 oktober 2005   | 34 |
| Na de dood van Fiona, wordt Adam van het onderzoek genomen naar een Russische miljardair Oleg Korsakov, die van plan is om de National Health Service te kopen, en dan te ontmantelen. Uiteindelijk overtuigt Adam Harry om weer toegelaten te worden tot de zaak. Zij maken gebruik van Hugo Ross, een dubbelagent van de Russen tijdens de Koude Oorlog en van Zaf voor een operatie met Adam. MI5 is in staat om contrasurveillancemaatregelen van Oleg te omzeilen en brengen zijn plannen in de openbaarheid. Op het einde kan Adam met de dood van zijn vrouw omgaan en vertelt het ten slotte aan haar ouders en Wes. |                      |                   |    |
| 9 | The Sting            | 27 oktober 2005   | 35 |
| Juliet verwerpt Harry nadat hij de CIA tegengehouden heeft een Britse burger uit te leveren, die een terrorist blijkt te zijn, en ervan wordt verdacht om twee MI5-agenten te hebben gedood. Terwijl Harry wordt geschaduwd, is de rest van het team bezig om de terroristen te stoppen, waar het wordt onthuld dat Nick Pollard, een Amerikaan met surveillancevaardigheden daadwerkelijk kan worden betrokken. In feite regelt hij voor de vrijgelaten terroristen om deel te nemen aan een aanval, die is geopenbaard aan een grond-luchtraket tegen een vlucht op weg naar Heathrow te zijn, met het oog op het Verenigd Koninkrijk en de VS duwen in een oorlog tegen Iran. De aanval wordt gestopt en Pollard is gearresteerd. Harry wordt hersteld. |                      |                   |    |
| 10 | Diana                | 10 november 2005  | 36 |
| Nadat voormalig MI5-agent, Angela Wells (Lindsay Duncan) Ruth bezocht heeft, komt ze in de "Grid" en houdt iedereen gegijzeld. Ze eist dat de divisie het onomstotelijke bewijs levert dat Harry en MI5 hebben samengespannen om Diana, de prinses van Wales, te doden. Anders brengt zij een bom tot ontploffing. Het team ontdekt feiten, maar Harry onthult dat dit een rollenspel was, bedoeld om de veiligheid van Diana te helpen verhogen. Ruth leidt Angela om de tuin en is in staat om haar dreiging te beëindigen. Het team besluit om Angela te laten gaan omdat ze radeloos was over de dood van Peter Haigh. Echter, dit alles was een briljante truc van Angela die hele tijd al van plan was om de koninklijke familie op te blazen. Het team is in staat om een enorme bom in het nippertje onschadelijk te maken. Als het team terugkeert naar Thames House, wacht Angela hen op schiet Adam neer met een sluipschutters geweer, die daardoor zwaar gewond raakt. Dan bereidt ze zich voor om Harry neer te schieten. |                      |                   |    |

### seizoen 5
10 afleveringen.
| 1  | Gas and Oil (Part 1)    | 17 september 2006 |  |  |  |
|    |                         |                   |  |  |  |
| 2  | Gas and Oil (Part 2)    | 17 september 2006 |  |  |  |
|    |                         |                   |  |  |  |
| 3  | The Cell                | 18 september 2006 |  |  |  |
|    |                         |                   |  |  |  |
| 4  | World Trade             | 25 september 2006 |  |  |  |
|    |                         |                   |  |  |  |
| 5  | The Message             | 2 oktober 2006    |  |  |  |
|    |                         |                   |  |  |  |
| 6  | Hostage Takers (Part 1) | 9 oktober 2006    |  |  |  |
|    |                         |                   |  |  |  |
| 7  | Hostage Takers (Part 2) | 16 oktober 2006   |  |  |  |
|    |                         |                   |  |  |  |
| 8  | Agenda                  | 23 oktober 2006   |  |  |  |
|    |                         |                   |  |  |  |
| 9  | The Criminal            | 30 oktober 2006   |  |  |  |
|    |                         |                   |  |  |  |
| 10 | ''Aftermath             | 13 november 2006  |  |  |  |
|    |                         |                   |  |  |  |

### seizoen 6
10 afleveringen.
| 1  | The Virus (Part 1) | 16 oktober 2007  |  |  |  |
|    |                    |                  |  |  |  |
| 2  | The Virus (Part 2) | 16 oktober 2007  |  |  |  |
|    |                    |                  |  |  |  |
| 3  | The Kidnap         | 23 oktober 2007  |  |  |  |
|    |                    |                  |  |  |  |
| 4  | The Extremist      | 30 oktober 2007  |  |  |  |
|    |                    |                  |  |  |  |
| 5  | The Deal           | 6 november 2007  |  |  |  |
|    |                    |                  |  |  |  |
| 6  | The Courier        | 13 november 2007 |  |  |  |
|    |                    |                  |  |  |  |
| 7  | The Broadcast      | 20 november 2007 |  |  |  |
|    |                    |                  |  |  |  |
| 8  | Infiltration       | 27 november 2007 |  |  |  |
|    |                    |                  |  |  |  |
| 9  | Isolated           | 4 december 2007  |  |  |  |
|    |                    |                  |  |  |  |
| 10 | The School         | 18 december 2007 |  |  |  |
|    |                    |                  |  |  |  |

### seizoen 7
8 afleveringen.
| 1 | New Allegiances      | 27 oktober 2008  |  |  |  |
|   |                      |                  |  |  |  |
| 2 | Split Loyalties      | 27 oktober 2008  |  |  |  |
|   |                      |                  |  |  |  |
| 3 | The Tip-Off          | 28 oktober 2008  |  |  |  |
|   |                      |                  |  |  |  |
| 4 | A Chance for Peace   | 3 november 2008  |  |  |  |
|   |                      |                  |  |  |  |
| 5 | On the Brink         | 10 november 2008 |  |  |  |
|   |                      |                  |  |  |  |
| 6 | Accidental Discovery | 17 november 2008 |  |  |  |
|   |                      |                  |  |  |  |
| 7 | The Mol"             | 24 november 2008 |  |  |  |
|   |                      |                  |  |  |  |
| 8 | Nuclear Strike       | 6 december 2008  |  |  |  |
|   |                      |                  |  |  |  |

### seizoen 8
8 afleveringen.
| 1 | Episode 1 | 4 november 2009  |  |  |  |
|   |           |                  |  |  |  |
| 2 | Episode 2 | 6 november 2009  |  |  |  |
|   |           |                  |  |  |  |
| 3 | Episode 3 | 13 november 2009 |  |  |  |
|   |           |                  |  |  |  |
| 4 | Episode 4 | 20 november 2009 |  |  |  |
|   |           |                  |  |  |  |
| 5 | Episode 5 | 27 november 2009 |  |  |  |
|   |           |                  |  |  |  |
| 6 | Episode 6 | 4 december 2009  |  |  |  |
|   |           |                  |  |  |  |
| 7 | Episode 7 | 11 december 2009 |  |  |  |
|   |           |                  |  |  |  |
| 8 | Episode 8 | 23 december 2009 |  |  |  |
|   |           |                  |  |  |  |

### seizoen 9
8 afleveringen.
| 1 | Episode 1 | 20 september 2010 |  |  |  |
|   |           |                   |  |  |  |
| 2 | Episode 2 | 27 september 2010 |  |  |  |
|   |           |                   |  |  |  |
| 3 | Episode 3 | 4 oktober 2010    |  |  |  |
|   |           |                   |  |  |  |
| 4 | Episode 4 | 11 oktober 2010   |  |  |  |
|   |           |                   |  |  |  |
| 5 | Episode 5 | 18 oktober 2010   |  |  |  |
|   |           |                   |  |  |  |
| 6 | Episode 6 | 25 oktober 2010   |  |  |  |
|   |           |                   |  |  |  |
| 7 | Episode 7 | 1 november 2010   |  |  |  |
|   |           |                   |  |  |  |
| 8 | Episode 8 | 8 november 2010   |  |  |  |
|   |           |                   |  |  |  |

### seizoen 10
6 afleveringen.
| 1 | Episode 1 | 18 september 2011 |  |  |  |
|   |           |                   |  |  |  |
| 2 | Episode 2 | 25 september 2011 |  |  |  |
|   |           |                   |  |  |  |
| 3 | Episode 3 | 2 oktober 2011    |  |  |  |
|   |           |                   |  |  |  |
| 4 | Episode 4 | 9 oktober 2011    |  |  |  |
|   |           |                   |  |  |  |
| 5 | Episode 5 | 16 oktober 2011   |  |  |  |
|   |           |                   |  |  |  |
| 6 | Episode 6 | 23 oktober 2011   |  |  |  |
|   |           |                   |  |  |  |